# Calorimetría isoterma de titulación
La calorimetría isoterma de titulación (en inglés, Isothermal Titration Calorimetry, ITC) es una técnica experimental calorimétrica, frecuentemente usada en estudios de bioquímica física y de farmacología, que permite determinar cuantitativamente de manera directa la entalpía de unión de una molécula o de un complejo molecular, en general sencillos, sin necesidad de modelos o hipótesis adicionales, mediante la medición del calor liberado o absorbido a presión constante durante una reacción diseñada específicamente para la experiencia.

## Principio termodinámico
La técnica ITC ofrece una medida directa a partir de la estequiometría, de la entalpía de
formación y de la constante de unión de los enlaces moleculares de manera que es posible calcular la energía de Gibbs de formación del enlace, representada por {\displaystyle \Delta G}, y subsiguientemente la entropía del proceso:
{\displaystyle \Delta G=-RT\ln K=\Delta H-T\Delta S}
donde {\displaystyle K} es la medida directa de la afinidad de enlace, {\displaystyle R} es la constante de gases, {\displaystyle T} la temperatura en kelvin, {\displaystyle \Delta H} la entalpía y {\displaystyle \Delta S} la entropía.